# Apocephalus longipes
Apocephalus longipes är en tvåvingeart som beskrevs av Borgmeier 1958. Apocephalus longipes ingår i släktet Apocephalus och familjen puckelflugor. Inga underarter finns listade i Catalogue of Life.